# Bătălia de la Timișoara
Bătălia de la Timișoara a fost o luptă majoră din cadrul Revoluției Maghiare de la 1848-1849 ce a avut loc la 9 august 1849 între Armata Revoluționară Maghiară susținută de un grup de voluntari polonezi și italieni sub comanda generalului Józef Bem și armata austriacă comandată de generalul Julius Jacob von Haynau, sprijinită de câteva unități ruse conduse de generalul Fiodor Paniutîn. Bătălia a fost câștigată de către armata austriaco-rusă.
Ungurii au putut să folosească aici doar divizia sudică a armatei și, deși dispuneau de mai mulți ostași decât austriecii, le-a lipsit experiența și echipamentul militar de calitate. Henryk Dembiński, comandantul acestei divizii maghiare, s-a retras de la Szeged, chiar înainte de sosirea armatei lui Julius Jacob von Haynau, deși ungurii organizaseră deja acolo linii de apărare. Dembiński a fost eliberat de la comandă, iar Lajos Kossuth i-a cerut lui József Bem să preia conducerea trupelor maghiare.
Când au fost atacați, maghiarii tocmai asediau cetatea Timișoara. Ei au rezistat pentru o vreme, dar după ce Bem a căzut de pe cal nu au mai opus rezistență cavaleriei austriece.

## Context
Henryk Dembiński, autorul ideii de unire a forțelor revoluționare la Szeged, a devenit comandantul suprem al armatei maghiare de sud, chiar dacă Antal Vetter avusese șansa de a obține acest post. Dembiński era privit cu puțin respect deoarece își părăsise pozițiile în luptele anterioare și părea că nu se mai poate schimba. El a fost comandantul suprem al armatei maghiare în bătăliile de la Kápolna și Szőreg, pe care le-a pierdut pe ambele. Dembiński s-a retras de la Szeged și a lăsat o legiune cu doar patru tunuri la Újszeged. 

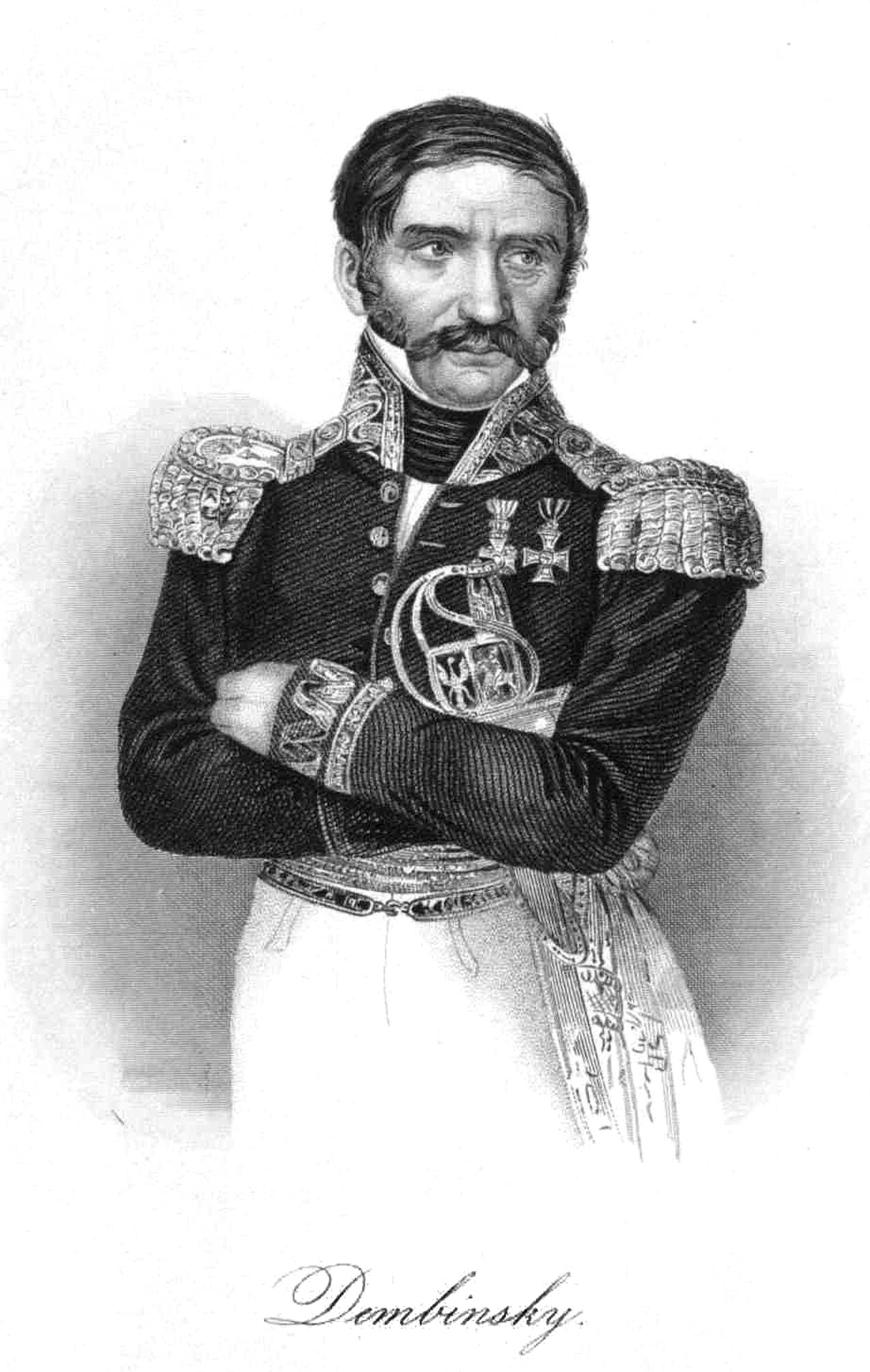
Henryk Dembiński, care a fost comandantul suprem al armatei maghiare în bătăliile de la Kápolna și Szőreg

Armata maghiară și-a părăsit pozițiile deoarece comandanții ei credeau că ar putea împinge armata austriacă, care trecea prin Újszeged, înspre Tisa. Vilmos Lázár l-a rugat pe Dembiński să facă această mișcare, dar acesta nu a acționat. Deși ungurii doreau să-și apere pozițiile, Haynau a traversat Tisa către Újszeged fără a întâmpina vreo rezistență. Dembiński și-a poziționat armata între Mureș și Szőreg, iar Haynau a început să se îndrepte înspre armata maghiară.

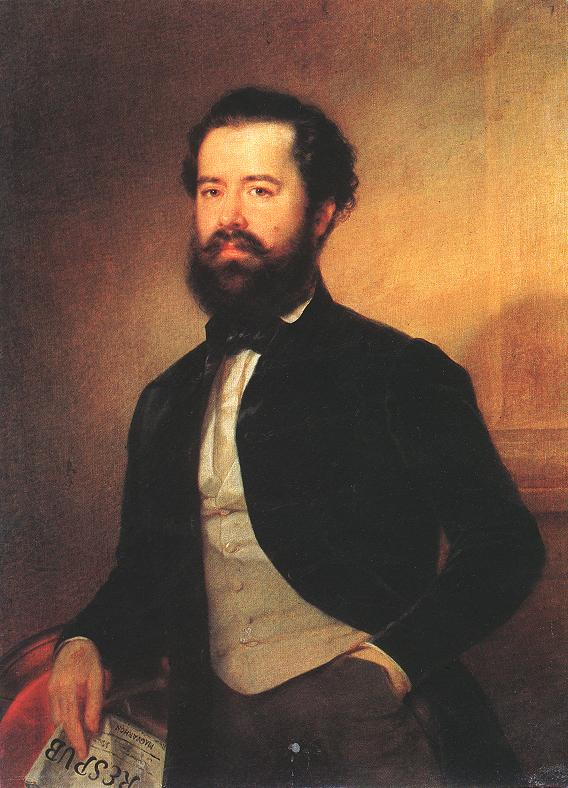
Prim-ministrul Bertalan Szemere

Armata maghiară ar fi avut o mică șansă de a câștiga dacă armata austriacă ar fi trimis cavaleria împotriva artileriei maghiare sau dacă Dembiński ataca infanteria austriacă. Dar Dembiński a fost inactiv, chiar dacă cavaleria maghiară a respins atacurile cavaleriei austriece, iar artileria maghiară și-a apărat propriile poziții. După ce armata maghiară a pierdut bătălia de la Szőreg, primul ministru Bertalan Szemere i-a ordonat lui Dembiński să se retragă înspre Arad deoarece se dorea ca lupta să se ducă acolo. Această poziție avea multe avantaje:
- Mureșul forma o linie de apărare naturală;
- Cetatea Aradului era stăpânită de către armata revoluționară maghiară;
- Alte legiuni maghiare se aflau în apropiere, în principal legiunea din susul Dunării a lui Görgei și alte legiuni, cu excepția legiunii a V-a a lui Károly Vécsey și a legiunii lui György Kmety. Deoarece legiunea a V-a ataca Timișoara, ea nu a putut trimite forțe militare în ajutor;
- Populația maghiară era majoritară în acea zonă.

Dembiński s-a retras însă către Timișoara, în timp ce legiunea italiană, aflată sub comanda lui Alessandro Monti, a acoperit retragerea armatei maghiare. Ungurii erau obosiți și demoralizați când au ajuns la Timișoara la 9 august. Lajos Kossuth l-a numit la conducerea armatei maghiare pe generalul József Bem, care se afla deja acolo.

## Bătălia

### Lupta pentru o poziție mai bună pe câmpul de luptă

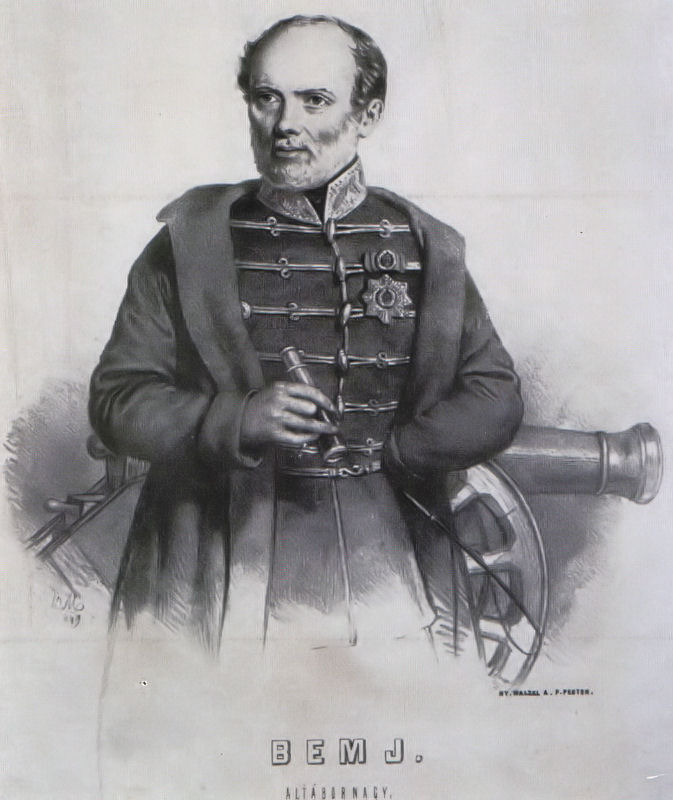
József Bem, comandantul suprem maghiar în Bătălia de la Timișoara

#### Planul maghiar
Poziția armatei maghiare a fost una nefericită. Ungurii dispuneau de niște unități de cavalerie și de patru tunuri la Becicherecu Mic care trebuiau să țină piept armatei austriece. Legiunea lui Kmety a format flancul stâng la Săcălaz. În partea de nord-est se afla legiunea a X-a a colonelului László Gál, legiunea a IV-a a generalului-maior Richard Guyon ocupa porțiunea centrală, iar legiunea a IX-a a generalului-maior Arisztid Dessewffy forma flancul drept. Majoritatea unităților ce formau flancurile central și stâng erau staționate în pădurile Csóka și Vadász. Legiunea a V-a a lui Vécsey se afla în jurul Timișoarei. Majoritatea infanteriei din această legiune s-a alăturat legiunii lui Guyon în urma ordinelor lui Bem.
Armata maghiară nu s-a putut retrage spre Timișoara pentru că garnizoana austriacă a cetății Timișoara împiedica apropierea de oraș.

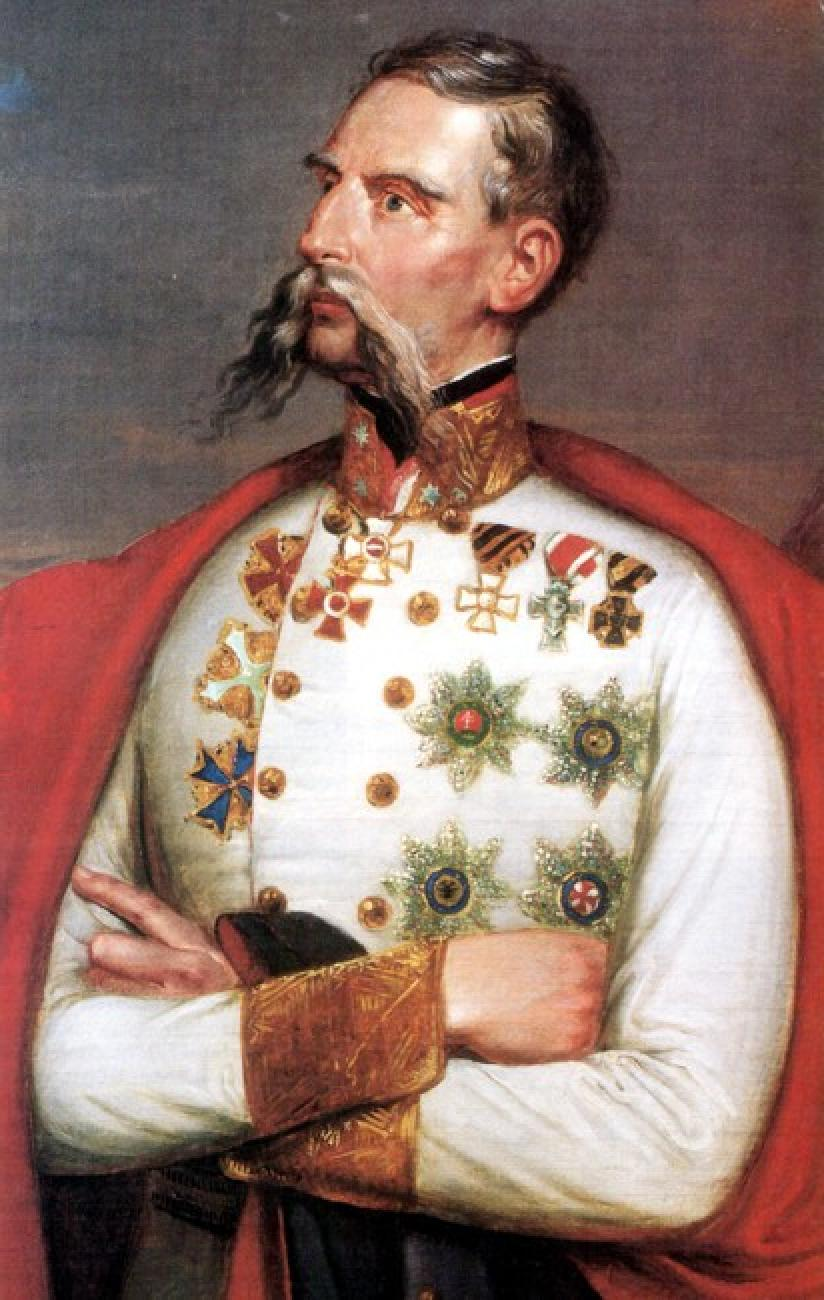
Haynau în Bătălia de la Timișoara

#### Planul austriac
Haynau nu se aștepta la nici o luptă în această zi și a vrut să-și mute legiunea la Becicherecu Mic. Franz Schlik urma să avanseze cu Legiunea I către Vinga pentru a bloca drumul Arad-Timișoara. Franz Liechtenstein urma să ocupe cu legiunea lui Hodoni și Sânandrei. Georg Heinrich Ramberg urma să ocupe cu Legiunea a III-a Becicherecu Mic și Săcălaz. Ludwig von Wallmoden-Gimborn urma să avanseze cu cavaleria lui către Timișoara, iar Legiunea a IX-a rusă a lui Fiodor Sergheevici Paniutîn urma să ocupe Becicherecu Mic.

### Lupta
Legiunea lui Wallmoden a atacat ariergarda maghiară în jurul orei 08:30. După o scurt schimb de focuri de artilerie ungurii au trebuit să se retragă în direcția râului Bega Veche (în maghiară Nyárád). În scurtă vreme legiunea a III-a a ajuns la Becicherecu Mic. Haynau cu artileria și legiunea rusă au ajuns și ei la Becicherecu Mic. Haynau a ordonat legiunilor sale să înainteze către armata maghiară și să o atace.

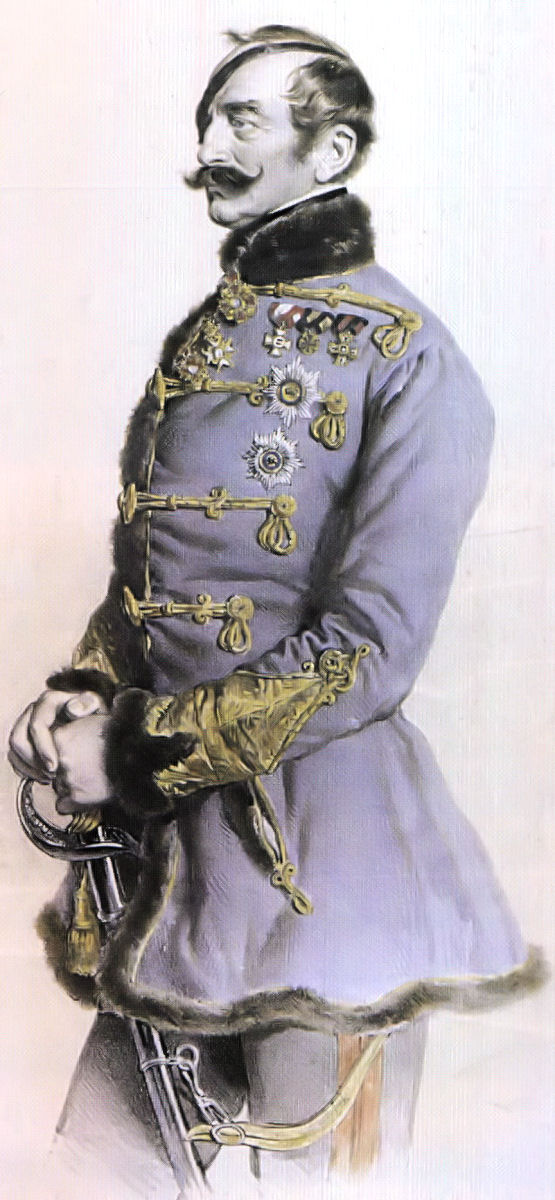
Franz Schlik, comandantul Legiunii I

După ce Haynau a văzut că armata maghiară înainta înspre legiunea lui, a dat ordinul de atac și a trimis acolo 12 tunuri. Bem a ordonat celor șase unități de cavalerie ce dispuneau de un singur tun să atace legiunea lui Haynau. Atacul maghiar a avut succes, iar austriecii au trebuit să se retragă. Mai mult, legiunea lui Haynau s-a amestecat cu armata rusă ce înainta. Haynau a atacat din nou cu 14 unități de cavalerie și i-a trimis un ordin lui Liechtenstein să avanseze de la Sânandrei și să atace flancul drept maghiar.
Artileria lui Bem a fost prea entuziastă și și-a consumat repede munițiile. Când el a trimis ostași pentru a aduce muniții noi, Bem nu știa că Dembiński mutase deja munițiile de rezervă la Lugoj, astfel încât a trebui să-i ordone lui Kmety să avanseze pe flancul stâng. Kmety a trimis cavaleria împotriva austriecilor, dar ei s-au apărat eroic. O altă unitate maghiară i-a înconjurat pe austrieci și i-a determinat să se retragă.

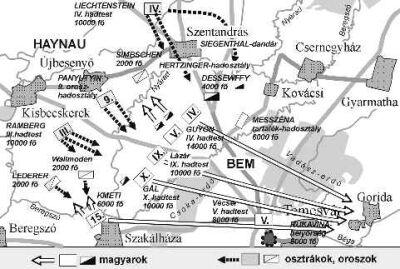
Bătălia de la Timișoara

În acest moment se aflau pe câmpul de luptă 120 de tunuri maghiare și 108 de tunuri austriece. Lupta de artilerie s-a oprit curând deoarece maghiarii nu au mai avut muniții. Haynau a înțeles acest lucru și a ordonat austriecii să înainteze în speranța că întăririle lui Liechtenstein vor sosi în curând. Acest lucru s-a întâmplat în jurul orei 17, dar nu a fost cum și-a imaginat Haynau pentru că armata lui Liechtenstein era divizată și a sosit din două direcții. Armata lui Liechtenstein a început să-i atace pe maghiari din față și din lateral. Armata maghiară a trebuit sa se retragă în direcția râului Bega Veche. Generalul Mór Perczel a încercat să-i ajute pe unguri și a trimis legiunea a IX-a la Dudeștii Noi. Dar, pentru că nimeni nu a vrut să comande această legiune, ostașii s-au retras, de asemenea, către Bega Veche.

### Răsturnarea situației

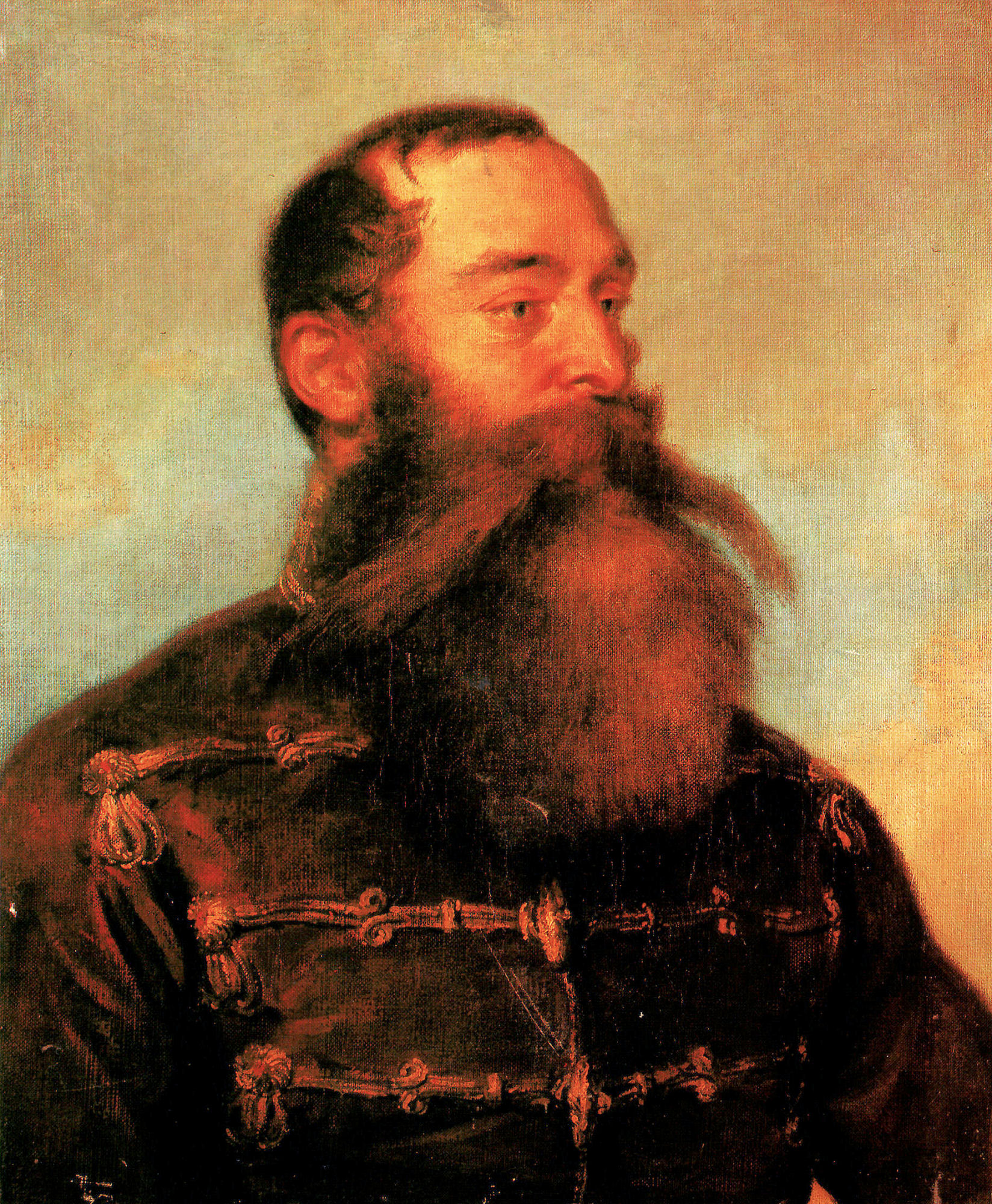
György Kmety, pictură în ulei realizată de Károly Brocky.

Bem i-a ordonat lui Kmety să avanseze în timp ce el s-a îndreptat către flancul drept. Dar a căzut de pe cal și s-a accidentat, lipsind  întreaga armată maghiară de conducătorul suprem.
Dessewffy a încercat să-l oprească pe Liechtenstein cu trupele sale și cu 3 tunuri, dar armata austriacă a fost mai puternică, iar legiunile a IV-a și a IX-a au început să se retragă. Dessewffy a trebuit să se retragă și el, pentru a împiedica armata austriacă să le taie calea. Armata austriacă a pornit în urmărirea maghiarilor.

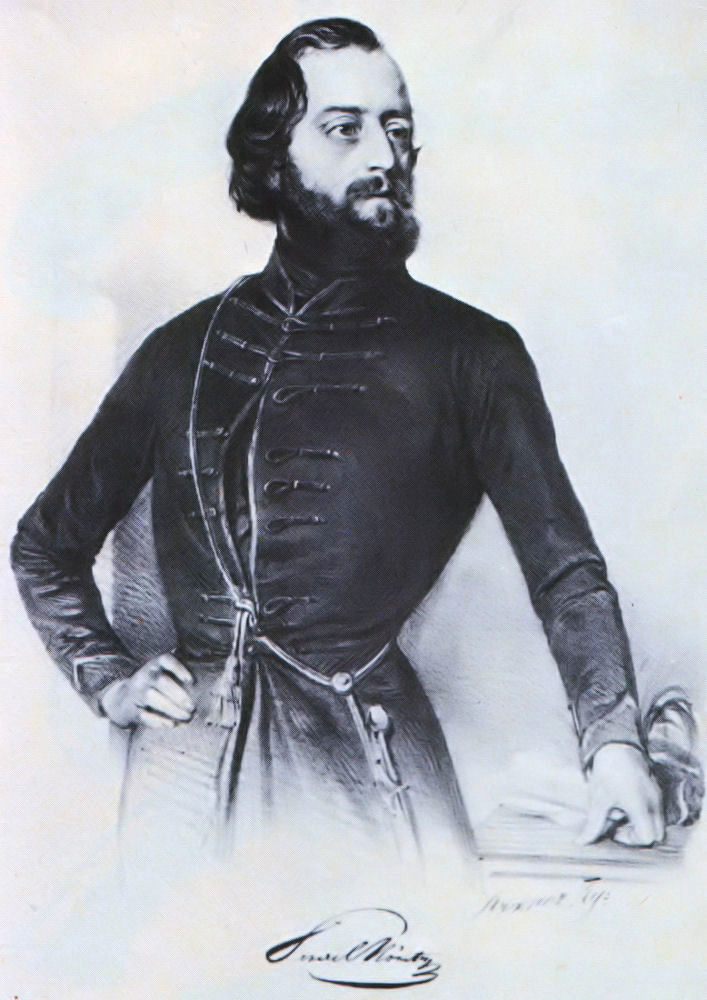
Mór Perczel, general maghiar

### Retragerea
Perczel a ajuns apoi ariergarda maghiară, intenționând să atace armata austriacă urmăritoare. Ungurii au început să tragă în armata austriacă, care a ripostat mai puternic, făcându-i pe maghiari să intre în panică. S-a spus că aproximativ 30 000 de oameni au părăsit câmpul de luptă după primul schimb de focuri. Legiunea a IX-a maghiară și-a redus efectivul de la 16 000 la 7000 de oameni. Haynau a capturat aproximativ 6000–7000 de oameni, acesta fiind cel mai mare număr de prizonieri luat după campania din iarnă.

## Urmări
După înfrângerea ungurilor în Bătălia de la Timișoara, a devenit evident că Revoluția Maghiară nu mai putea învinge, iar ungurii nu mai putea obține nici un avantaj prin capitularea lor. Orice altă încercare maghiară de a câștiga o bătălie nu a mai avut succes.
Bătălia de la Timișoara a fost ultima luptă majoră a Revoluției Maghiare. Armata maghiară s-a retras în dezordine și doar jumătate dintre supraviețuitori au ajuns la Lugoj. Haynau a părăsit Timișoara. Revoluția nu mai putea continua după această bătălie, iar ungurii au capitulat în mod oficial la Șiria.